# توتغان (عليا أردستان)
توتغان (بالفارسية: توتگان) هي قرية تقع في إيران في قسم علیا الريفي. يقدر عدد سكانها بـ 98 نسمة بحسب إحصاء 2016.